# نيل روجرز (صحفي)
نيل روجرز (بالإنجليزية: Neil Rogers)‏ هو دي جيه وصحفي أمريكي، ولد في 5 نوفمبر 1942 في روتشستر في الولايات المتحدة، وتوفي في 24 ديسمبر 2010 في مقاطعة بروارد في الولايات المتحدة.

## وصلات خارجية
- الموقع الرسمي
- نيل روجرز على موقع ميوزك برينز (الإنجليزية)